# سوپاپ قارچی شکل
سوپاپ قارچی شکل در واقع یک دریچه‌است که در مسیر عبور سیال عمدتا گاز قرار می‌گیرد و به علت قارچی شکل بودن به این نام خوانده می‌شود. این سوپاپ در قطعه راهنما یا گاید حرکت رفت و برگشتی انجام می‌دهد. سوپاپ در حالت عادی توسط یک فنر قوی در جای خود (سیت) می‌نشیند و مسیر عبور سیال را مسدود می‌کند. برای باز شدن یک بادامک چرخان، اهرمی به نام انگشتی را روی سر سوپاپ می‌فشارد و باعث می‌شود سوپاپ از جای خود بلند شود.

## اجزا سوپاپ
ساق سوپاپ، لبه سوپاپ، فیس یا وجه سوپاپ، بشقابک سوپاپ

## انواع سوپاپ
1. سوپاپ ورودی یا هوا یا بنزین: در مسیر مانیفولد ورودی قرار دارد و در ابتدای کورس مکش شروع به باز شدن می‌کند.
2. سوپاپ خروجی یا دود یا اگزوز: در مسیر خروج گازهای حاصل از احتراق از سیلندر به مانیفولد دود و اگزوز قرار دارد شکل آن همانند سوپاپ ورودی است اما قطر بشقابک آن کمتر است و از آلیاژ مقام به حرارت ساخته می‌شود.